# Annika Klee

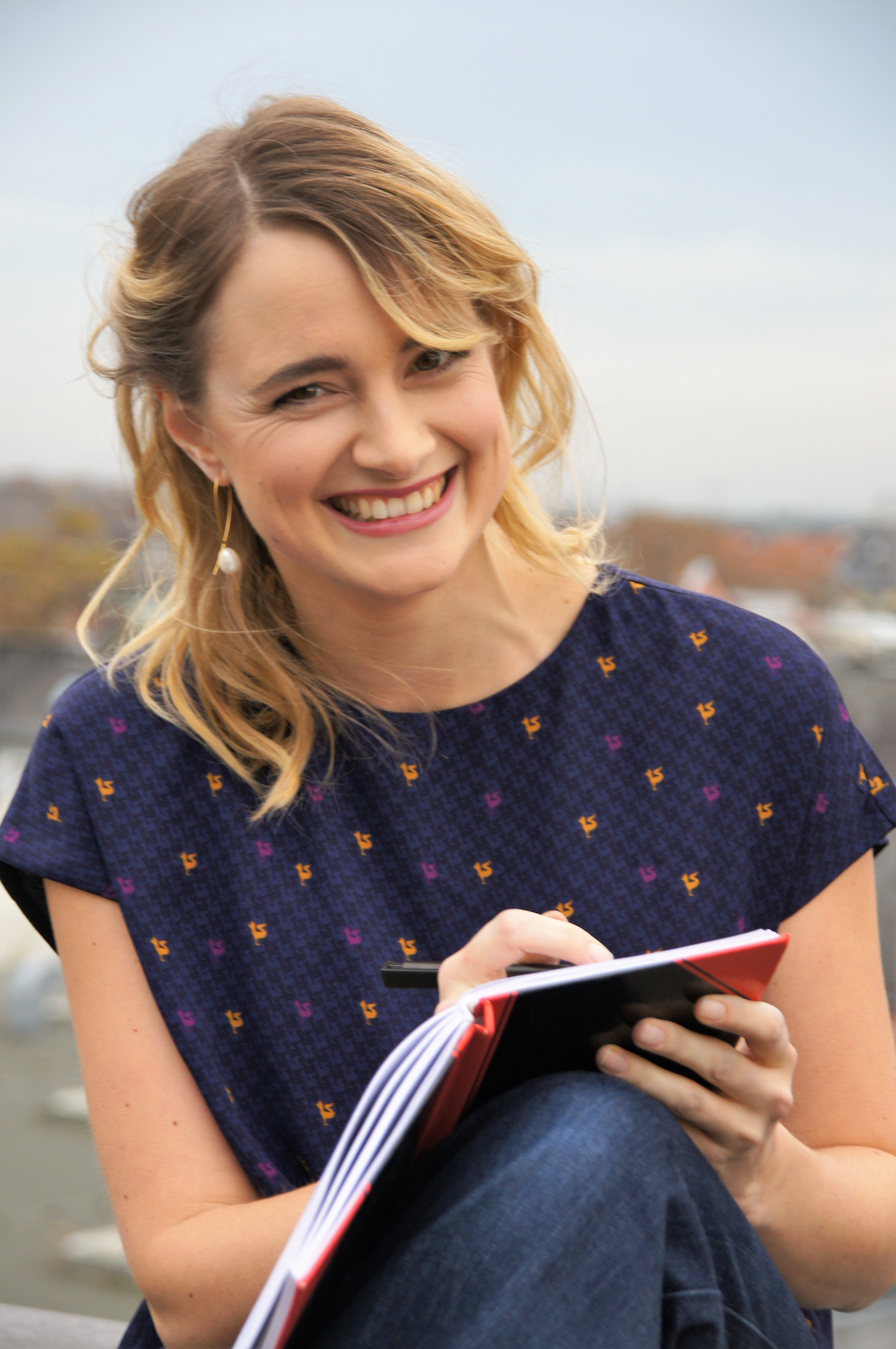
Annika Klee (2016)

Annika Klee (eigentlich Annika Kemmeter, geborene Voth * 13. Juli 1985 in Mainz) ist eine deutsche Kinderbuchautorin. Sie schreibt Lyrik und Prosa für Kinder und lebt als freie Autorin in Mainz.

## Leben
Annika Klee wuchs mit einer Schwester bei ihrer Mutter in Mainz auf. Nach ihrem Abitur studierte sie als Stipendiatin der Studienstiftung des Deutschen Volkes Komparatistik, Romanistik und Psychologie an der Ludwig-Maximilians-Universität München, an der Universität Paris IV (Paris-Sorbonne) und an der Universität Kyūshū  in Fukuoka, Japan. 2015 gründete sie gemeinsam mit Kommilitonen das Autorenkollektiv Prosathek. Unter ihrem Klarnamen Annika Kemmeter erschien 2020 ihr Debütroman „Die letzte Flaschenpost“ im Diederichs Verlag. Als Mutter von vier Kindern beschloss sie, sich auf das Schreiben von Geschichten für Kinder zu konzentrieren. Seit 2021 veröffentlicht sie unter dem Pseudonym Annika Klee Hörspiele und Kinderbücher. Mit ihrem Kinderbuch „Das wunderbarste Wesen der Welt“ war Annika Klee 2022 für den Deutschen Kinderbuchpreis nominiert.

## Publikationen
- Verhext und wachgeküsst. Grimms Märchen für moderne Kinder. Kinderhörspiel. Paris 2020, Editions Lunii.
- Das wunderbarste Wesen der Welt. Kinderbuch. Jupitermond Verlag. Würzburg 2021, ISBN 978-3-949239-11-3.
- Zwei Mädchen im Glück. Kinderbuch. Jupitermond Verlag. Würzburg 2021, ISBN 978-3-949239-02-1.
- Glitzertage. Kinderbuch. Jupitermond Verlag. Würzburg 2022, ISBN 978-3-949239-08-3.
- Ellas Elfentanz. Kinderbuch. Jupitermond Verlag. Würzburg 2022, ISBN 978-3-949239-18-2.
- Ava und die Rückkehr der Farben. Kinderbuch. Jupitermond Verlag. Würzburg 2023, ISBN 978-3-949239-20-5.
- Wie wir den Frieden lernten. Kinderbuch. Jupitermond Verlag. Würzburg 2023, ISBN 978-3-949239-10-6.